# Portret z konwalią

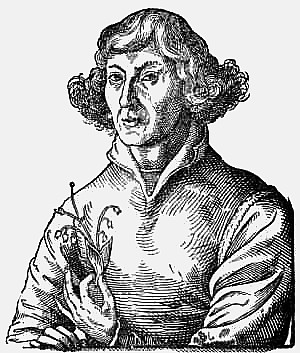
Rycina z Kopernikiem trzymającym konwalię

Portret z konwalią – powieść Jana Piaseckiego z 1956, wydawana niekiedy w dwóch tomach: Italska wiosna i Fromborskie niebo. Stanowi biograficzną powieść historyczną dla młodzieży opowiadającą o życiu Mikołaja Kopernika.
Według Stanisława Frycie autorowi udało się ukazać postać Kopernika w sposób interesujący – przede wszystkim dzięki umiejętnemu łączeniu wątków historycznych i fikcyjnych.